# Elecciones generales de Honduras de 2013
Las elecciones generales de Honduras de 2013, se realizaron el domingo 24 de noviembre de 2013. En ellas se renovaron los titulares de los cargos de elección popular de la República de Honduras, estos son:
- Presidente de Honduras: Jefe de Estado de Honduras que ejerce las funciones de dirección del Poder Ejecutivo de Honduras, y comandante general de las Fuerzas Armadas.
- 128 diputados propietarios y 128 suplentes al Congreso de Honduras.
- 20 diputados al Parlamento Centroamericano.
- 298 alcaldes y 298 vicealcaldes, así como 2,092 regidores.[2]

Según la Constitución de Honduras, pueden ejercer el derecho a sufragio los ciudadanos, o sea, quienes hayan cumplido 18 años de edad y no han sido condenados a una pena aflictiva. Para participar en las elecciones se requiere estar previamente inscrito en los registros electorales y presentar la cédula de identidad. Los requisitos para inscribirse son: ser mayor de 18 años de edad al día de la elección y gozar nacionalidad hondureña. El ente encargado de realizar el proceso fue el extinto Tribunal Supremo Electoral.
De acuerdo a datos del Registro Nacional de las Personas (RNP), hubo 5,355,112 hondureños aptos para ejercer el sufragio el 24 de noviembre de 2013, de los cuales 890 mil fueron nuevos electores. Se acondicionaron 5 433 centros de votación a nivel nacional, que representan 16 mil mesas electorales receptoras.
Las elecciones tuvieron una participación récord del 61 % de los electores. El ganador de los comicios en el nivel presidencial fue Juan Orlando Hernández, de 45 años de edad, convrtiéndose en el presidente hondureño más joven en asumir el cargo del siglo XX y XXI; además de ser la primera ocasión en la que el Partido Nacional de Honduras (PNH) ganó de manera consecutiva desde el inicio de la Era Democrática en el país. El segundo lugar en votos tanto en el nivel presidencial como legislativo estuvo por primera vez ocupado por un partido distinto a los tradicionales PNH y Partido Liberal de Honduras.

## Antecedentes
Las elecciones contaron con la participación inédita de dos nuevos partidos políticos: el Partido Anticorrupción y el Partido Libertad y Refundación, fundado por el expresidente Manuel Zelaya tras el Golpe de Estado en Honduras de 2009.

## Elecciones internas
Las elecciones internas se llevaron a cabo el 18 de noviembre de 2012. En ellas participaron los partidos políticos que inscribieron distintos movimientos internos: el Partido Nacional, el Partido Liberal y el Partido Libertad y Refundación, quien llevaba a Xiomara Castro como candidata única por consenso. El 9 de diciembre el Tribunal Supremo Electoral declaró oficialmente los resultados de la elección. Los mismos fueron los siguientes:
| Partido político       | Movimiento                       | Candidato(a)                           | Votos         | Sumatoria de votos                                                       |
| ---------------------- | -------------------------------- | -------------------------------------- | ------------- | ------------------------------------------------------------------------ |
| Partido Nacional       | Azules Unidos                    | Juan Orlando Hernández                 | 446,230       | Válidos: 982,437 Nulos: 79,924 Blancos: 82,083 Total: 1,144,444 (46.55%) |
| Partido Nacional       | Salvemos Honduras                | Ricardo Álvarez                        | 380,809       | Válidos: 982,437 Nulos: 79,924 Blancos: 82,083 Total: 1,144,444 (46.55%) |
| Partido Nacional       | Por Mi País                      | Miguel Pastor                          | 118,876       | Válidos: 982,437 Nulos: 79,924 Blancos: 82,083 Total: 1,144,444 (46.55%) |
| Partido Nacional       | Auténticos Nacionalistas         | Francisco Fernando Anduray Díaz        | 17,413        | Válidos: 982,437 Nulos: 79,924 Blancos: 82,083 Total: 1,144,444 (46.55%) |
| Partido Nacional       | Corazón Azul                     | Eva Celestina Fernández Rodríguez      | 6,986         | Válidos: 982,437 Nulos: 79,924 Blancos: 82,083 Total: 1,144,444 (46.55%) |
| Partido Nacional       | Por una Nueva Honduras           | Loreley Concepción Fernández Rodríguez | 6,313         | Válidos: 982,437 Nulos: 79,924 Blancos: 82,083 Total: 1,144,444 (46.55%) |
| Partido Nacional       | Acción Barnica                   | Víctor Hugo Barnica Alvarado           | 5,820         | Válidos: 982,437 Nulos: 79,924 Blancos: 82,083 Total: 1,144,444 (46.55%) |
| Partido Liberal        | Liberal Villedista               | Mauricio Villeda Bermúdez              | 322,627       | Válidos:620,779 Nulos: 39,056 Blancos: 59,748 Total: 719,583 (29.27%)    |
| Partido Liberal        | Liberal Yanista                  | Yani Rosenthal                         | 274,476       | Válidos:620,779 Nulos: 39,056 Blancos: 59,748 Total: 719,583 (29.27%)    |
| Partido Liberal        | Frente de Unidad Liberal         | Esteban Handal Pérez                   | 23,676        | Válidos:620,779 Nulos: 39,056 Blancos: 59,748 Total: 719,583 (29.27%)    |
| Libertad y Refundación | Pueblo Organizado en Resistencia | Xiomara Castro                         | 563,162       | Válidos: 563,162 Nulos: 5,670 Blancos: 25,699 Total: 594,531 (24.18%)    |
| Libertad y Refundación | Fuerza de Refundación Popular    | Xiomara Castro                         | 563,162       | Válidos: 563,162 Nulos: 5,670 Blancos: 25,699 Total: 594,531 (24.18%)    |
| Libertad y Refundación | Resistencia Popular              | Xiomara Castro                         | 563,162       | Válidos: 563,162 Nulos: 5,670 Blancos: 25,699 Total: 594,531 (24.18%)    |
| Libertad y Refundación | 28 de junio                      | Xiomara Castro                         | 563,162       | Válidos: 563,162 Nulos: 5,670 Blancos: 25,699 Total: 594,531 (24.18%)    |
| Participación          | Participación                    | Participación                          | Participación | 2,458,558 (100%)                                                         |
| Fuente: TSE            |                                  |                                        |               |                                                                          |

### Alegatos de fraude
El movimiento de Ricardo Álvarez acusó en un comunicado al movimiento de Juan Hernández de ganar las elecciones mediante fraude, valiéndose de la inflación de datos, la compra de mesas electorales, la intimidación, la retención de credenciales, el apoyo económico del presidente de la República Porfirio Lobo y la colusión con grupos del crimen organizado. Asimismo, Álvarez demandó un reconteo "voto por voto".
 Al final, Álvarez reconoció los resultados oficiales y aceptó la propuesta de Juan Orlando de acompañarlo como candidato a designado presidencial.

## Encuestas de opinión
| Intención de voto | Intención de voto                        | Intención de voto | Intención de voto | Intención de voto           | Intención de voto                                                                                          | Intención de voto | Intención de voto                                                                                    |       |       |      | |
| Encuestadora      | Fecha                                    | Detalles | Hernández         | Castro                      | Villeda | Nasralla          | Otros                                                                                                |       |       |      | |
| ----------------- | ---------------------------------------- | --- | ----------------- | --------------------------- | --- | ----------------- | --- | ----- | ----- | ---- | --- |
| Encuestadora      | Fecha                                    | Detalles | Paradigma         | 10 al 19 de octubre de 2013 | A nivel nacional, excepto en los departamentos de Gracias a Dios e Islas de la Bahía. 4'025 entrevistados. | 25.7%             | Otros                                                                                                | 22.2% | 10.7% | 9.9% | Ninguno 18.5%, Romeo Vásquez 0.3%, Jorge Aguilar 0.2%, Orle Solís 0.1% Andrés Pavón 0.1%, NS/NR 12.3% |
| CID Gallup        | 9 al 15 de octubre de 2013               | A nivel nacional, excepto en los departamentos de Gracias a Dios e Islas de la Bahía. 1,220 consultados.                         | 27%               | 29%                         | 15% | 11%               | |       |       |      | |
| TecniMerk         | 28 de septiembre al 5 de octubre de 2013 | | 21%               | 31.2%                       | 13.3% | 14.8%             | Indecisos: 18.5%                                                                                     |       |       |      | |
| CID Gallup        | 6 al 12 de septiembre de 2013            | A nivel nacional, excepto en los departamentos de Gracias a Dios e Islas de la Bahía. Empate técnico entre los primeros lugares. | 28%               | 27%                         | 17% | 9%                | Andrés Pavón 3%, Romeo Vásquez 3%, NS/NR 3%                                                          |       |       |      | |
| Paradigma         | 16 al 24 de septiembre de 2013           | A nivel nacional, excepto en los departamentos de Gracias a Dios e Islas de la Bahía. 2'400 entrevistados.                       | 21.9%             | 22.8%                       | 12% | 10%               | Ninguno 21.3%, Andrés Pavón 0.4%, Romeo Vásquez 0.2%, Jorge Aguilar 0.2%, Orle Solís 0.2%, NS/NR 11% |       |       |      | |

## Proceso
De acuerdo a disposiciones del TSE, el cierre de votaciones estaba previsto a concluir a las 4:00 p. m. de la tarde, pero en un comunicado en Cadena Nacional el presidente del TSE, David Matamoros Batson, prolongó el período de votación hasta las 5:00 p. m., hora que dio inicio el escrutinio y transmisión de los datos preliminares de la votación.
En la misma Cadena Nacional, Batson informó que «Dos horas después del cierre solo se podrán transmitir los resultados de las urnas escrutadas y de las actas que sean escaneadas en el transcurso de la tarde noche».
El TSE anunció los resultados del 20 % de las actas de las urnas a las 7:00 p. m., pero Matamoros recalcó que la transmisión de los datos solo serán preliminares, el funcionario explicó que «No vamos a dar tendencias, solamente reportaremos la cantidad de actas que se han recibido y cuántas esperamos recibir, sabiendo de antemano cuántos equipos se han logrado conectar».
Según comunicados del TSE, los resultados finales se estarían otorgando el lunes 25 de noviembre, un día posterior a las elecciones generales con el 70 % de las actas.

## Resultados

### Nivel presidencial
| Partido político o Coaliciones | Partido político o Coaliciones | Partido político o Coaliciones             | Candidato       | Candidato               | Votos     | %       |
| ------------------------------ | ------------------------------ | ------------------------------------------ | --------------- | ----------------------- | --------- | ------- |
|                                |                                | Partido Nacional de Honduras (PNH)         |                 | Juan Orlando Hernández  | 1 149 302 | 36.89 % |
|                                |                                | Partido Libertad y Refundación (Libre)     |                 | Xiomara Castro          | 896 498   | 28.78 % |
|                                |                                | Partido Liberal de Honduras (PLH)          |                 | Mauricio Villeda        | 632 320   | 20.30 % |
|                                |                                | Partido Anticorrupción (PAC)               |                 | Salvador Nasralla       | 418.443   | 13.43 % |
|                                |                                | Partido Alianza Patriótica Hondureña (APH) |                 | Romeo Vásquez Velásquez | 6105      | 0.20 %  |
|                                |                                | Partido Demócrata Cristiano (DC)           |                 | Orle Solís              | 5194      | 0.17 %  |
|                                |                                | Partido Innovación y Unidad                |                 | Jorge Aguilar Paredes   | 4.468     | 0.14 %  |
|                                |                                | Alianza UD–FAPER (UD-FAPER)                |                 | Andrés Pavón            | 3118      | 0.10 %  |
| Válidos                        | Válidos                        | Válidos                                    | Válidos         | Válidos                 | 3 115 448 | 95.12 % |
| Blancos                        | Blancos                        | Blancos                                    | Blancos         | Blancos                 | 51 727    | 1.58 %  |
| Nulos                          | Nulos                          | Nulos                                      | Nulos           | Nulos                   | 108 171   | 3.30 %  |
| Total                          | Total                          | Total                                      | Total           | Total                   | 3 275 346 | 100 %   |
| Participación                  | Participación                  | Participación                              | Participación   | Participación           | 3 275 346 | 58.18 % |
| Abstencionismo                 | Abstencionismo                 | Abstencionismo                             | Abstencionismo  | Abstencionismo          | 2 239 664 | 41.82 % |
| Carga electoral                | Carga electoral                | Carga electoral                            | Carga electoral | 5 355 112               | 100 %     |         |
| Fuente: TSE                    |                                |                                            |                 |                         |           |         |

Resultados por departamento
| Partido o coalición | Partido o coalición | Candidato              | Votos             | Votos             | Votos             | Votos             | Votos             | Votos             | Votos             | Votos             | Votos             | Votos             | Votos             | Votos             | Votos             | Votos             | Votos             | Votos             | Votos             | Votos             | Votos   | Votos     |
| Partido o coalición | Partido o coalición | Candidato              | Por departamentos | Por departamentos | Por departamentos | Por departamentos | Por departamentos | Por departamentos | Por departamentos | Por departamentos | Por departamentos | Por departamentos | Por departamentos | Por departamentos | Por departamentos | Por departamentos | Por departamentos | Por departamentos | Por departamentos | Por departamentos | EE. UU. | Total     |
| Partido o coalición | Partido o coalición | Candidato              | AT                | CL                | CM                | CP                | CR                | CH                | EP                | FM                | GD                | IN                | IB                | LP                | LE                | OC                | OL                | SB                | VA                | YR                | EE. UU. | Total     |
| ------------------- | ------------------- | ---------------------- | ----------------- | ----------------- | ----------------- | ----------------- | ----------------- | ----------------- | ----------------- | ----------------- | ----------------- | ----------------- | ----------------- | ----------------- | ----------------- | ----------------- | ----------------- | ----------------- | ----------------- | ----------------- | ------- | --------- |
|                     | DC                  | Orle Solís             | 234               | 133               | 203               | 173               | 657               | 265               | 181               | 1,485             | 75                | 117               | 20                | 215               | 77                | 88                | 436               | 198               | 371               | 260               | 6       | 5,194     |
|                     | APH                 | Romeo Vásquez          | 262               | 112               | 555               | 197               | 807               | 304               | 318               | 1,653             | 138               | 305               | 60                | 218               | 64                | 69                | 491               | 110               | 177               | 213               | 52      | 6,105     |
|                     | PLH                 | Mauricio Villeda       | 29,958            | 16,643            | 35,816            | 29,061            | 93,767            | 46,296            | 52,047            | 150,026           | 4,861             | 15,854            | 7,381             | 19,869            | 12,081            | 17,086            | 28,614            | 15,669            | 21,207            | 35,424            | 660     | 632,320   |
|                     | PAC                 | Salvador Nasralla      | 25,082            | 4,288             | 25,841            | 9,243             | 171,240           | 19,908            | 7,996             | 88,447            | 84                | 2,829             | 2,076             | 2,636             | 1,180             | 1,936             | 5,471             | 15,522            | 7,593             | 26,345            | 726     | 418,443   |
|                     | Libre               | Xiomara Castro         | 38,140            | 46,530            | 42,960            | 38,461            | 116,758           | 39,435            | 54,485            | 165,629           | 9,452             | 23,983            | 4,439             | 20,853            | 40,765            | 17,022            | 79,288            | 75,672            | 20,324            | 61,792            | 510     | 896,498   |
|                     | UD-FAPER            | Andrés Pavón           | 144               | 164               | 133               | 82                | 327               | 151               | 141               | 802               | 53                | 88                | 15                | 106               | 66                | 43                | 180               | 150               | 80                | 391               | 2       | 3,118     |
|                     | PINU                | Jorge Aguilar          | 157               | 181               | 179               | 135               | 738               | 199               | 178               | 1,610             | 63                | 140               | 16                | 115               | 116               | 128               | 145               | 123               | 32                | 192               | 21      | 4,468     |
|                     | PNH                 | Juan Orlando Hernández | 45,152            | 32,388            | 63,878            | 68,906            | 113,554           | 79,188            | 69,312            | 222,039           | 6,479             | 48,012            | 5,942             | 36,491            | 77,026            | 27,351            | 78,832            | 79,999            | 29,955            | 63,702            | 1,096   | 1,149,302 |
| Fuente: TSE         |                     |                        |                   |                   |                   |                   |                   |                   |                   |                   |                   |                   |                   |                   |                   |                   |                   |                   |                   |                   |         |           |

### Diputados al Congreso Nacional
| Partido o Coalición         | Votos     | %     | Escaños | Escaños | +/–    |
| --------------------------- | --------- | ----- | ------- | ------- | ------ |
| Partido Nacional            | 9,255,904 | 33.64 | 48      |         | –23    |
| Libertad y Refundación      | 7,568,392 | 27.51 | 37      |         | Nuevos |
| Partido Liberal             | 4,670,157 | 16.97 | 27      |         | –18    |
| Partido Anticorrupción      | 4,169,245 | 15.15 | 13      |         | Nuevos |
| Partido Innovación y Unidad | 507,958   | 1.85  | 1       |         | –2     |
| Unificación Democrática     | 460,814   | 1.67  | 1       |         | –3     |
| Partido Demócrata Cristiano | 444,734   | 1.62  | 1       |         | –4     |
| Partido Alianza Patriótica  | 272,398   | 0.99  | 0       | 0       | –      |
| UD–FAPER                    | 128,488   | 0.47  | 0       | 0       | –      |
| Candidatos independientes   | 20,429    | 0.07  | 0       | 0       | –      |
| FAPER                       | 9,011     | 0.03  | 0       | 0       | –      |
| Unidos por Choluteca        | 8,542     | 0.03  | 0       | 0       | –      |
| Total                       | Total     | 100   | 128     | 128     |        |

| Válidos         | 2,699,544 | 85.98 |
| Nulos           | 155,060   | 4.94  |
| Blancos         | 285,088   | 9.08  |
| Total           | 3,139,692 | 100   |
| Carga electoral | 5,308,781 | 59.14 |
| Fuente: TSE     |           |       |

## Observación del proceso
El proceso fue vigilado por unos 15,000 observadores nacionales y 800 internacionales, destacando la participación de la Organización de Estados Americanos, la Unión Europea y el Parlamento Europeo.
Asimismo manifestó algunas recomendaciones en el Informe Final Sobre las Elecciones Generales, entre las que se encuentran la despolitización del TSE; el establecimiento de un límite de gasto por parte de las organizaciones políticas ya que en las elecciones generales del 2013 se observó una enorme desproporción en el uso de recursos; la mejora en la transparencia del origen de los recursos; también se recomienda prohibir la propaganda institucional de gobierno durante la campaña ya que esto genera una presencia desigual en los medios de comunicación; la inclusión de un marco legal que garantice la cobertura equitativa de las organizaciones políticas en los medios de comunicación; la inclusión de los pueblos indígenas, la mujer, entre otras recomendaciones a futuro; sin embargo, concluye el informe que a pesar de todo el proceso fue normal dentro de la tradición electoral hondureña.

## Alegatos de fraude
Tanto el candidato del PAC, Salvador Nasralla como la candidata del Partido Libertad y Refundación, Xiomara Castro, se negaron a aceptar los resultados del Tribunal Supremo Electoral y llamaron a una movilización en las calles.